# Jordan Todorov
Yordan Valkov Todorov (Bulgaars: Йордан Вълков Тодоров) (Plovdiv, 27 juli 1981) is een Bulgaars betaald voetballer die bij voorkeur als verdediger speelt.
Hij verruilde in juli 2013 MGS Panserraikos voor Lokomotiv Plovdiv. In 2006 debuteerde hij in het Bulgaars voetbalelftal.

## Carrière
- 1998-2000: FC Maritsa Plovdiv
- 2000-2003: Boergas Sofia
- 2003-2010: CSKA Sofia
- 2010: Lokomotiv Plovdiv
- 2010: Steaua Boekarest
- 2010-2011: Minjor Pernik
- 2011-2012: Lokomotiv Plovdiv
- 2012-2013: MGS Panserraikos
- 2013-...: Lokomotiv Plovdiv